# 韩贽
韩贽（?—?），字献臣，齐州长山（今山东邹平）人。
進士出身，歷官殿中侍御史，因事被罷黜监江州税。後知睦州，改知谏院。出京知沧州，迁升為河北都转运使。嘉祐五年（1060年），韩贽建议每年以二千丁壮疏浚二股河。以吏部侍郎致仕，韩贽用俸禄买田赡养同族，史載“推所得禄赐买田，赡族党，赖以活者殆百数”。晚年以读书赋诗自娱。得年八十五歲。 

## 延伸阅读
[在维基数据编辑]
 《宋史·卷331》，出自脱脱《宋史》